# Tarichium megaspermum
Tarichium megaspermum är en svampart som först beskrevs av E. Cohn, och fick sitt nu gällande namn av G. Winter 1875. Tarichium megaspermum ingår i släktet Tarichium och familjen Entomophthoraceae.   Inga underarter finns listade i Catalogue of Life.